# Plectiscidea decepta
Plectiscidea decepta är en stekelart som beskrevs av Dasch 1992. Plectiscidea decepta ingår i släktet Plectiscidea och familjen brokparasitsteklar. Inga underarter finns listade i Catalogue of Life.